# Kîseli, Starokosteantîniv
Kîseli (în ucraineană Киселі) este un sat în comuna Sahnivți din raionul Starokosteantîniv, regiunea Hmelnîțkîi, Ucraina.

## Demografie
Componența lingvistică a localității Kîseli
     Ucraineană (98,72%)
     Rusă (1,28%)
Conform recensământului din 2001, majoritatea populației localității Kîseli era vorbitoare de ucraineană (98,72%), existând în minoritate și vorbitori de rusă (1,28%).